# Harald Jensens Plads
Harald Jensens Plads er en plads beliggende ved Søndre Ringgade og De Mezas Vej/Skanderborgvej på Frederiksbjerg i Aarhus.
Pladsen blev anlagt i 1929 som led i en plan for Marselisborg-området og er opkaldt efter Harald Jensen (1851 – 1925), der bl.a. var medlem af Aarhus Byråd og Landstinget. Området omkring pladsen kendetegnes af høje karrébygninger i nybarok- og nyklassicistisk stil fra 1918 til 1938. I 1952 blev der etableret to underjordiske parkeringsanlæg ved pladsen.
Krydset Harald Jensens Plads-de Mezas Vej/Skanderborgvej er et af de mest trafikerede i Aarhus.